# Pseudoduganella violaceinigra
Pseudoduganella violaceinigra es una especie de bacteria gramnegativa del género Pseudoduganella. Fue descrita en el año 2012, es la especie tipo. Su etimología hace referencia a violeta y negra. Anteriormente fue descrita en el 2004 como Duganella violaceinigra. Es aerobia y móvil. Tiene un tamaño de 0,4-0,6 μm de ancho por 0,8-1 μm de largo. Crece de forma individual. Catalasa positiva y oxidasa negativa. Forma colonias rugosas en agar YM. Temperatura óptima de crecimiento de 28-30 °C. Tiene un contenido de G+C de 62,8%. Se ha aislado de una muestra de suelo forestal en China. 